# Anja Karliczek
Anja Karliczek, née Kerssen le 29 avril 1971 à Ibbenbüren, est une femme politique allemande membre de l'Union chrétienne-démocrate d'Allemagne (CDU).

## Biographie
Elle est ministre fédérale de l'Éducation et de la Recherche dans le quatrième cabinet d'Angela Merkel, du 14 mars 2018 au 8 décembre 2021.